# Подольский район (Московская область)
Подольский район Московской области — упразднённая административно-территориальная единица в РСФСР и Российской Федерации (1929—1963, 1965—2015) и одноимённое бывшее муниципальное образование (муниципальный район, 2006—2015).
В 2015 году район упразднён, его территория вместе с городом Подольск была включена в состав города областного подчинения с административной территорией и городского округа Подольск.
Административным центром района являлся г. Подольск, который как город областного подчинения не входил в состав района с 1939 г. до момента его упразднения в 2015 г.
Подольский район также окружал территорию города областного подчинения Климовск (территория которого в 2015 году была включена в городскую черту Подольска).
Район являлся одним из главных источников культурного наследия Московской области. Имелось большое количество памятников архитектуры и садово-паркового искусства.

## География
Площадь района составляла 281,45 км². На момент упразднения район граничил с городом Москвой на севере, северо-западе и западе, с Ленинским районом на северо-востоке, с городским округом Домодедово на востоке, с Чеховским районом на юге, с городскими округами (в прежних границах) Подольск и Климовск в центральной части.
Основная река — Пахра.

## История

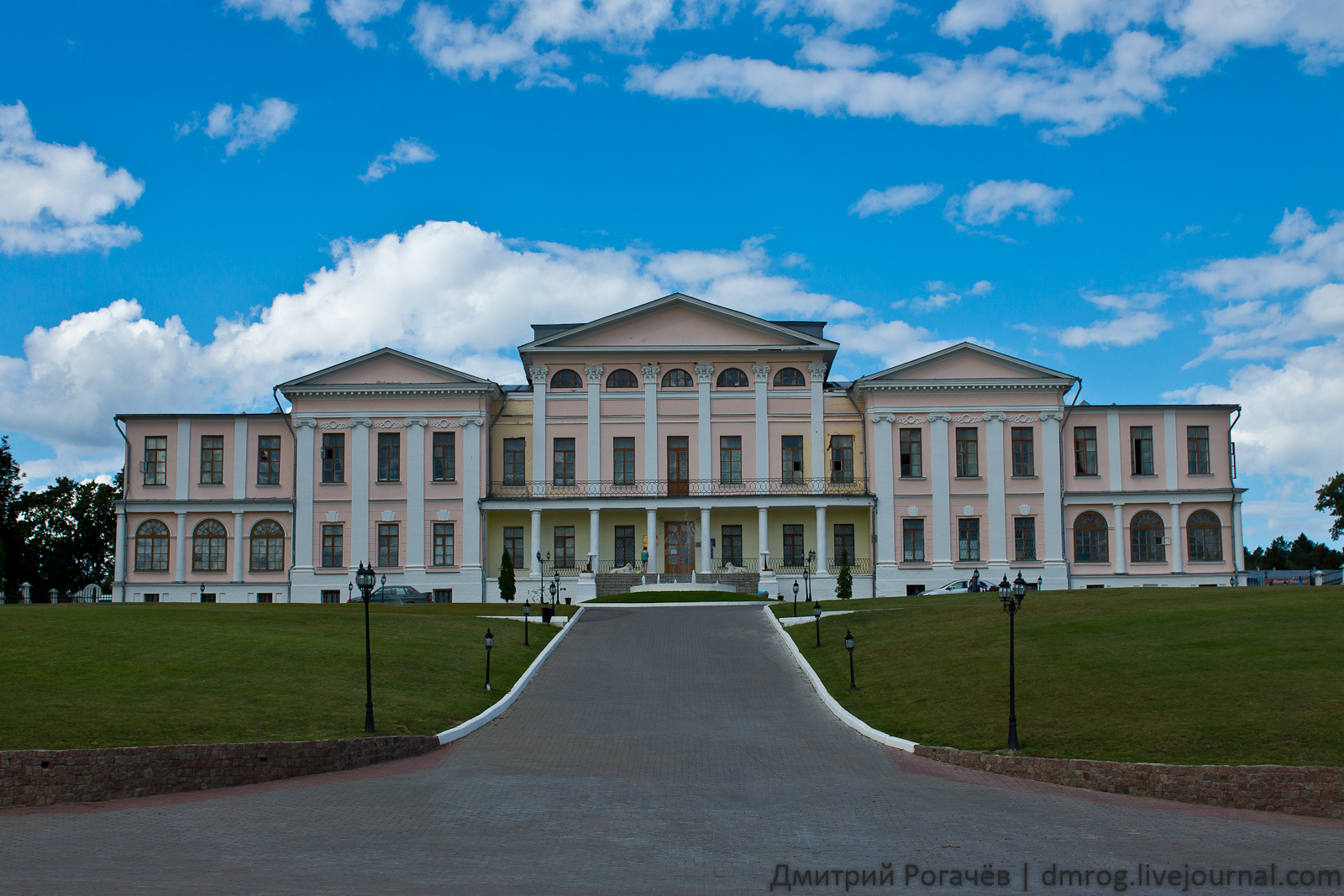
Дворец усадьбы «Дубровицы»

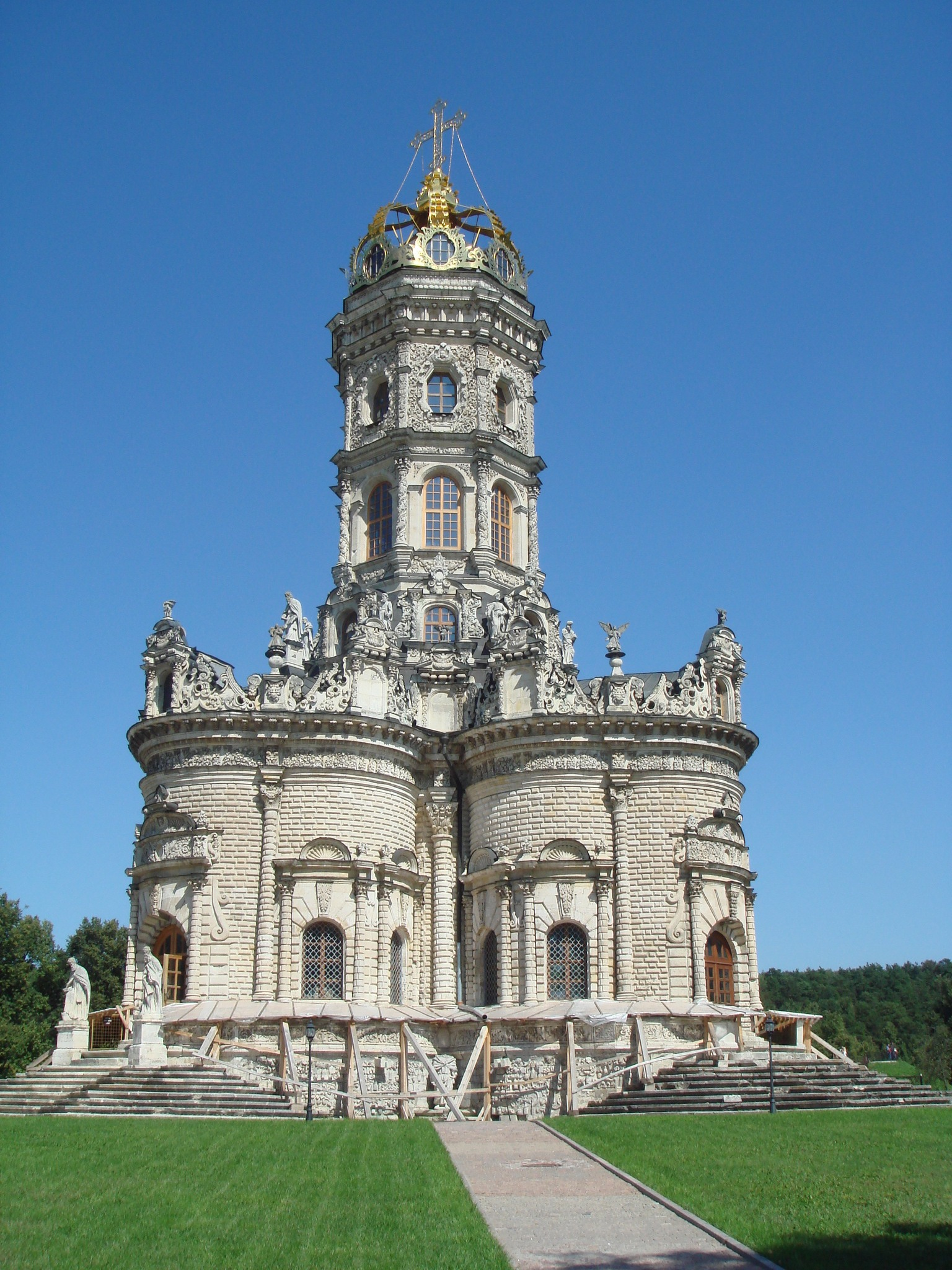
Церковь Знамения Богородицы в сельском поселении Дубровицы

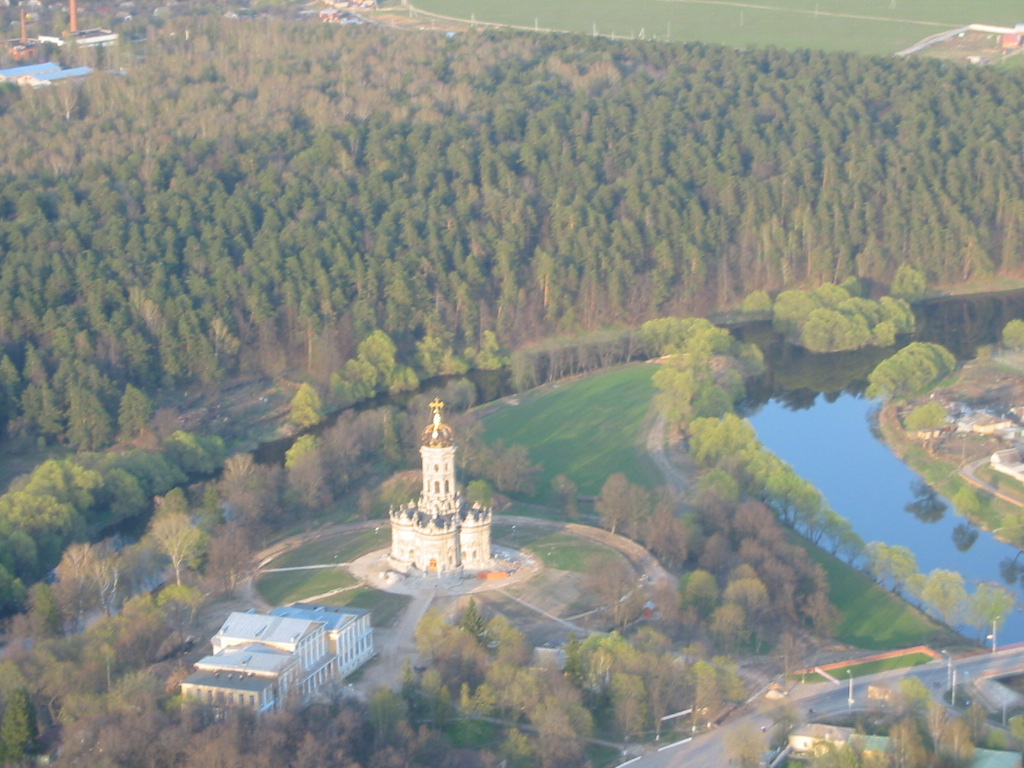
Место слияния рек Десна и Пахра

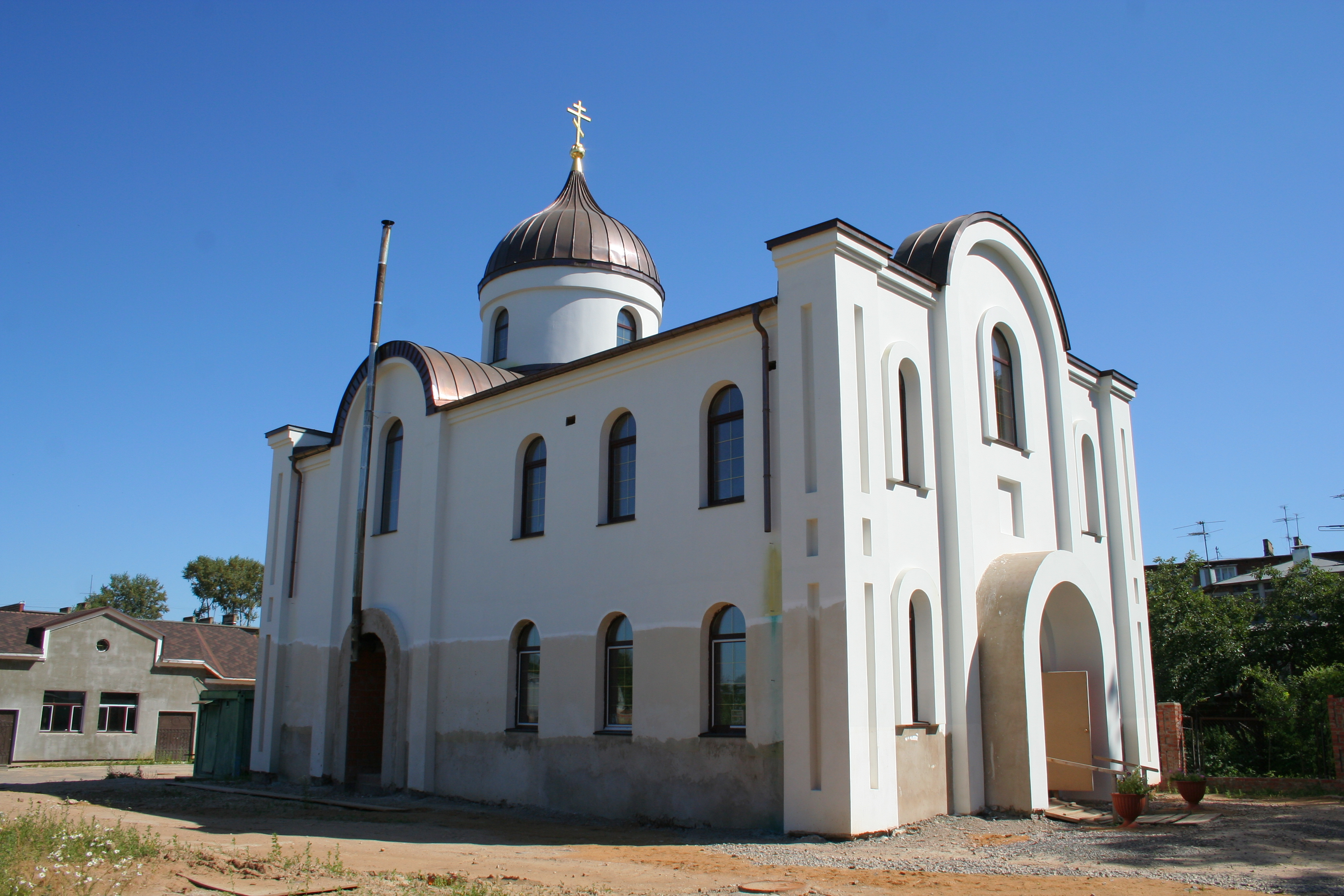
Церковь Св. Пантелеимона в пгт. Львовский

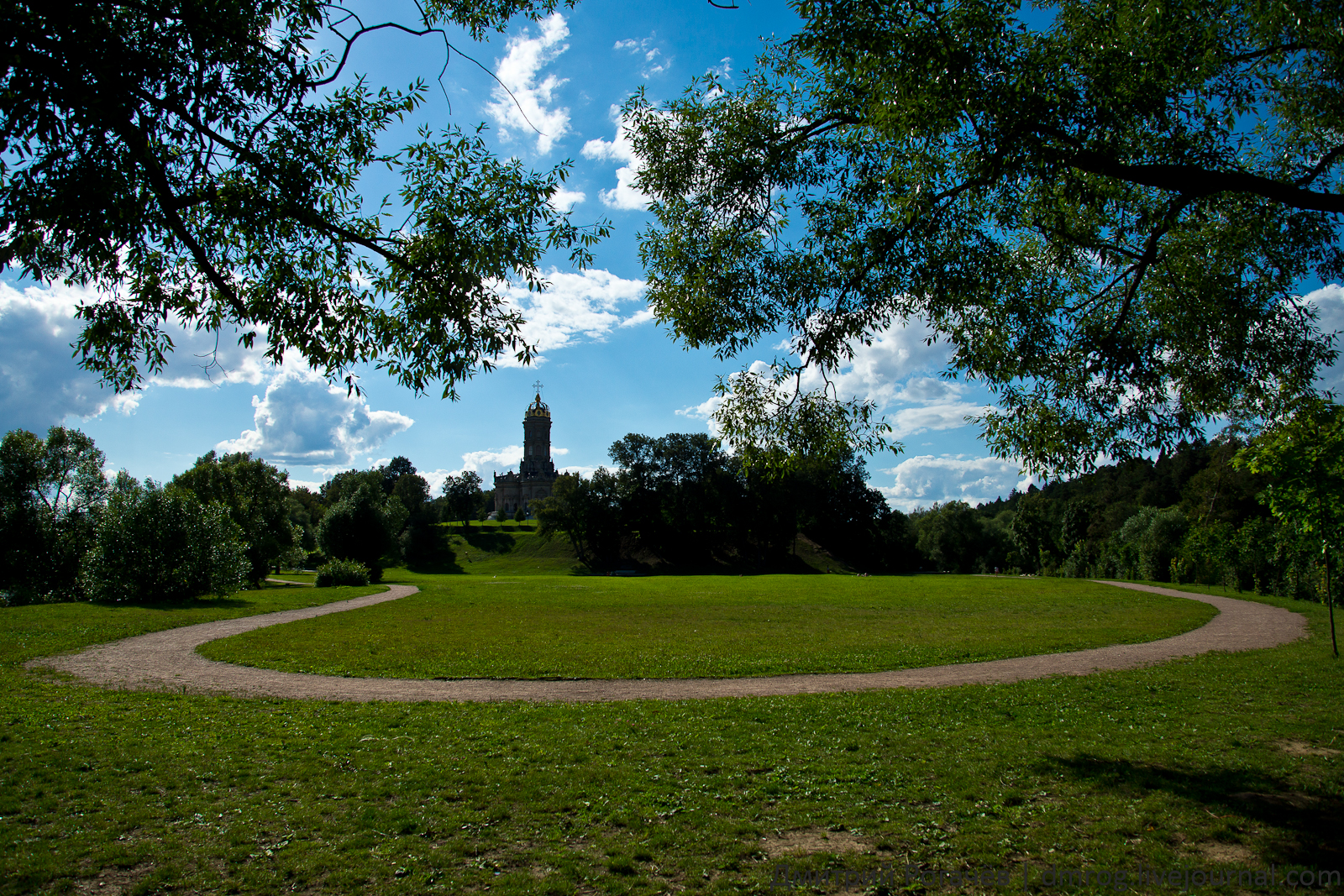
Певческое поле

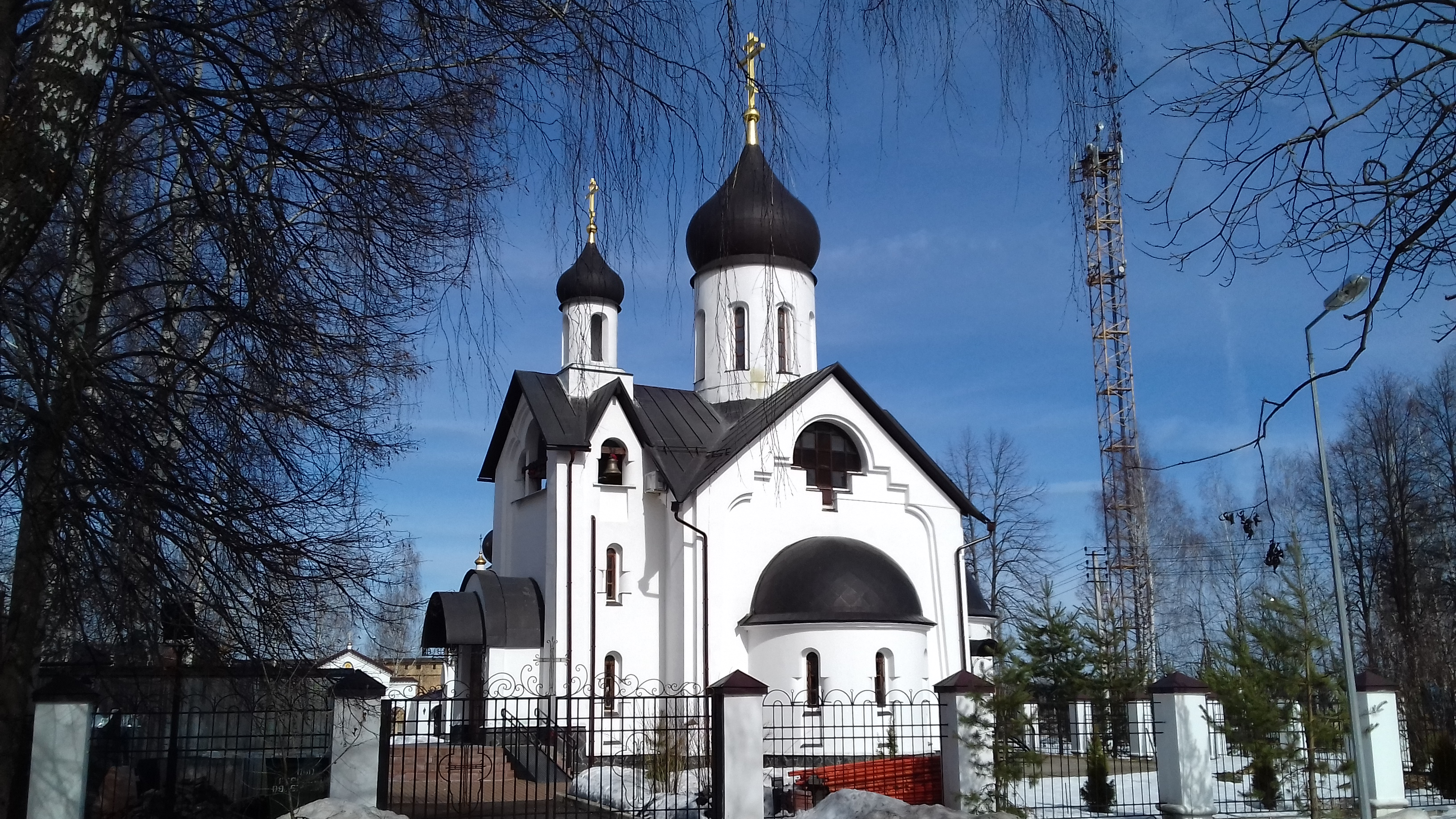
Храм Новомучеников Подольских в посёлке Шишкин Лес

Исторические корни Подольского района уходят к известному с середины XVI века расположенному на берегах реки Пахры селу Подол, в котором значилось 27 дворов с 250 жителями. Упоминалась в летописях и деревянная церковь Воскресения Христова, со временем перестроенная в белокаменную. Храм был восстановлен в наши дни.
5 октября 1781 года по именному указу, данному Сенату Екатериной II, было повелено создать Подольский уезд, а также переименовать село Подол в город Подольск.
Важную роль в развитии уезда имело строительство в 1844—1847 годах государственного (казённого) Варшавского (Брест-Литовского) шоссе.
С отменой в 1861 году крепостного права, создались условия для развития промышленности: были построены железные дороги, фабрики и заводы, административные и жилые дома; сформировался промышленный район с административным центром в г. Подольске.
Район имел богатую историю и самобытную культуру. Всероссийскую известность и мировое признание получили местные народные промыслы: кружевоплетение, изготовление украшений из бисера, бабенская деревянная игрушка.
На подольской земле расположены уникальные археологические памятники, древние храмы, дворянские усадьбы, старинные парки, усадебный комплекс Голицыных и храм Знамения Пресвятой Богородицы в Дубровицах и многие другие.
Подольский район был образован 12 июля 1929 года. В его состав вошли город Подольск, рабочие посёлки Климовский и Константиновский, дачные посёлки Александровка и Домодедово, а также следующие сельсоветы бывшей Московской губернии:
- из Бронницкого уезда:
  - из Жирошкинской волости: Лямцинский
  - из Лобановской волости: Буняковский
  - из Рождественской волости: Ловцовский
- из Подольского уезда:
  - из Десенской волости: Мостовский (путём переименования Андреевского с/с)
  - из Добрятинской волости: Бережковский, Климовский, Константиновский, Крюковский, Лопаткинский (при этом он был присоединён (селения Александровка и Лопаткино) к Валищевскому с/с), Никитский, Покровский, Пузиковский, Сынковский, Сыровский, Услонский
  - из Домодедовской волости: Домодедовский, Жеребятьевский, Заборьевский, Павловский, Съяновский, Шестовский, Ямский
  - из Дубровицкой волости: Еринский, Кутузовский, Кутьинский, Лемешовский, Ознобишинский, Рязановский, Сальковский, Сергеевский (селения Бородино, Дмитрово, Лучинское, Никулино, Северово, Сергеевка и Сертякино), Троицкий (селения Батыбино, Костишово, Русино, Троицкое и Хлыново)
  - из Клёновской волости: Жоховский, Кленовский, Лукошкинский, Мавринский, Никулинский, Сатинский
  - из Молодинской волости: Матвеевский(селения Алтухово, Матвеевское, Михалицы и Романцево), Молодинский, Подчищалковский (селения Большое Толбино, Лаговское, Малое Толбино и Подчищалково), Слащевский
  - из Сухановской волости: Больше-Брянцевский, Захарьинский, Мало-Брянцевский (селения Боборыкино, Малое Брянцево и Потапово)
  - из Шебанцевской волости: Валищевский (селения Валищево и Меньшово), Долматовский, Мещерский, Судаковский.

20 мая 1930 года из Ленинского района в Подольский были переданы Быковский, Макаровский и Яковлевский с/с. Из Лопасненского района был передан д.п. Львовский. Вскоре Макаровский с/с был упразднён.
13 марта 1934 года был упразднён Климовский с/с, а 28 ноября — Ознобишинский с/с.
11 июня 1936 года был упразднён Кутузовский с/с. 28 августа Больше-Брянцевский и Мало-Брянцевский с/с объединились в Брянцевский с/с, а Услонский и Покровский с/с — в Стрелковский.
13 мая 1938 года д.п. Домодедово был преобразован в рабочий посёлок. 13 декабря был образован р.п. Щербинка.
17 июля 1939 года были упразднены Бережковский, Буняковский, Домодедовский, Никулинский, Пузиковский, Сальковский и Слащевский с/с. 14 сентября 1939 года город Подольск отнесен к категории городов областного подчинения (Указ Президиума Верховного совета РСФСР) (Справочник по административно-территориальному делению Московской области 1929-2004 гг. - стр. 21). 21 августа р.п. Климовский был преобразован в город Климовск.
9 мая 1940 года был образован д.п. Востряково. 20 июня д.п. Александровка был преобразован в сельский населённый пункт.
20 сентября 1946 года р.п. Домодедово был преобразован в город.
14 июня 1954 года были упразднены Валищевский (территория (селения Александровка, Валищево, Лопаткино и Меньшово) была передана в Сынковский с/с), Долматовский, Еринский, Жеребятьевский, Жоховский, Заборьевский, Захарьинский, Крюковский, Лемешовский, Ловцовский, Лукошкинский, Лямцинский, Мавринский, Матвеевский (территория (селения Алтухово, Матвеевское, Михалицы и Романцево) была передана в Молодинский с/с), Мостовский, Никитский, Павловский, Сатинский, Стрелковский, Съяновский, Шестовский и Яковлевский с/с. Образованы Колычевский и Буняковский с/с. Сергеевский с/с был переименован в Сертякинский (селения Бородино, Дмитрово, Лучинское, Никулино, Северово, Сергеевка и Сертякино), а Подчищалковский — во Львовский (селения Большое Толбино, Лаговское, Малое Толбино и Подчищалково).
22 июня 1954 года из Калиновского с/с Ленинского района в Брянцевский с/с Подольского района было передано селение Федюково, Из Львовского с/с в Молодинский было передано селение Лаговское, а из Львовского с/с в Сертякинский — селения Большое Толбино и Малое Толбино.
5 июля 1956 года р.п. Констатиновский был включён в черту города Домодедово.
26 декабря 1956 года из Молодинского с/с во Львовский с/с были переданы селения Алтухово, Лаговское, Матвеевское, Михалицы и Романцево, а из Сынковского с/с во Львовский — селения Александровка, Валищево, Лопаткино, Меньшово, посёлок отделения совхоза «Одинцово-Вахромеево» и территория санатория «Пролетарий».
7 декабря 1957 года из упразднённого Калининского района в Подольский были переданы Бабенский, Васюнинский, Вороновский, Михайловский и Песьевский с/с.
1 февраля 1958 года из Ленинского района в Подольский был передан Краснопахорский с/с. 7 августа был образован р.п. Сыровский, а Сыровский с/с был упразднён. 27 августа был упразднён Песьевский с/с.
17 марта 1959 года был упразднён Бабенский с/с.
3 июня 1959 года из упразднённого Михневского района в Подольский были переданы Барыбинский, Белостолбовский, Вельяминовский, Ляховский, Растуновский, Татариновский и Шаховский с/с, а из упразднённого Чеховского района — Антроповский, Детковский, Кручинский, Любучанский и Угрюмовский с/с.
15 июня 1959 года д.п. Львовский был преобразован в рабочий посёлок, а Львовский с/с переименован в Лаговский (селения Александровка, Алтухово, Валищево, Лаговское, Лопаткино, Матвеевское, Меньшово, Михалицы и Романцево). Упразднён Сертякинский (территория (селения Бородино, Большое Толбино, Дмитрово, Лучинское, Малое Толбино, Никулино, Северово, Сергеевка и Сертякино) передана в Лаговский с/с) с/с. Быковский с/с переименован в Стрелковский (селения Жданово, Ивлево, Покров, Стрелково и посёлок Стрелковской Фабрики). Из Львовского с/с в черту рабочего посёлка Львовский было передано селение Подчищалково, из Быковского с/с в Брянцевский — селения Борисовка, Быковка, Быково, Захарьино, Захарьинские Дворики, Мальцево, Ордынцы, Пенек, Плещеево и Щербинка, из Брянцевского с/с в Стрелковский — селения Агафоново, Ворыпаево, Макарово, Услонь и Холопово.
2 июля 1959 года Татариновский с/с был передан в Ступинский район.
29 августа 1959 года р.п. Сыровский был включён в черту города Подольска.
1 июля 1960 года из Люберецкого района в Подольский был передан Шубинский с/с. 
28 июля 1960 года из Ленинского района в Подольский был передан р.п. Троицкий и Десенский с/с.
20 августа были упразднены Барыбинский, Буняковский, Васюнинский, Детковский и Шубинский с/с. Был образован д.п. Барыбино. Судаковский с/с был переименован в Одинцовский, Ляховский — в Лобановский, Шаховский — в Краснопутьский, Кручинский — в Роговский. 
13 февраля 1961 года был образован д.п. Белые Столбы, а Белостолбовский с/с упразднён.
1 февраля 1963 года Подольский район был упразднён, территория его городов и посёлков была передана в подчинение Подольску, а сельсоветов вошла в состав Ленинского укрупнённого сельского района.
13 января 1965 года Подольский район был восстановлен. В его состав вошли города Домодедово и Климовск; р.п. Львовский, Троицкий и Щербинка; д.п. Барыбино, Белые Столбы и Востряково; с/с Брянцевский, Вельяминовский, Вороновский, Клёновский, Колычевский, Константиновский, Краснопахорский, Краснопутьский, Кутьинский, Лаговский, Лобановский, Михайлово-Ярцевский, Одинцовский, Растуновский, Рязановский, Стрелковский, Сынковский, Троицкий, Угрюмовский и Ямский. 21 мая из Чеховского района в Подольский был передан Роговский с/с.
20 декабря 1966 года д.п. Востряково был преобразован в рабочий посёлок.
13 мая 1969 года в новый Домодедовский район были переданы город Домодедово; р.п. Востряково; д.п. Барыбино и Белые Столбы; с/с Вельяминовский, Колычевский, Константиновский, Краснопутьский, Лобановский, Одинцовский, Растуновский, Угрюмовский и Ямский.
Решением Мособлисполкома от 11 декабря 1974 года и Указом Президиума Верховного Совета РСФСР от 27 января 1975 года р.п. Щербинка был преобразован в город.
21 июня 1976 году Кутьинский с/с был переименован в Дубровицкий.
Решением Мособлисполкома от 17 февраля 1977 года и Указом Президиума Верховного Совета РСФСР от 23 марта 1977 года р.п. Троицкий был преобразован в город областного подчинения Троицк. 
Решением Мособлисполкома от 14 декабря 1976 года и Указом Президиума Верховного Совета РСФСР от 28 января 1977 года городом областного подчинения стал и Климовск.
30 мая 1978 года Троицкий с/с был переименован в Щаповский.
10 мая 1988 года в административное подчинение Московскому городскому Совету народных депутатов переданы следующие населённые пункты Подольского района Московской области согласно представленной карте и описанию границы передаваемой территории: часть города Щербинка (восточнее 29 км Симферопольского шоссе), деревни Захарьино, Щербинка, часть деревни Захарьинские Дворики (восточнее Симферопольского шоссе) с территорией общей площадью 390 га.
Решением Мособлисполкома от 11 декабря 1991 года и Указом Президиума Верховного совета Российской Федерации от 30 марта 1992 года город Щербинка отнесен к категории городов областного подчинения.
3 февраля 1994 года сельсоветы были преобразованы в сельские округа.
1 июля 2012 года в ходе реализации проекта расширения Москвы 7 сельских поселений из района были переданы в состав Москвы: Рязановское, Щаповское, Краснопахорское, Михайлово-Ярцевское, Вороновское, Клёновское, Роговское. Переданные территории составляли более половины района по площади и населению. Население района сократилось с 85 до 37 тыс. человек. В составе района осталось 4 поселения. После преобразований район потерял границу с Калужской областью.
В начале 2015 года была сформирована рабочая группа по вопросу объединения городских округов Подольска, Климовска и Подольского муниципального района в единый городской округ Подольск. В комиссию вошли представители всех трёх преобразуемых муниципальных образований. 9 апреля 2015 года общественной палатой Подольского района была опубликована резолюция, в которой присутствуют требования к сохранению района.
2 июня 2015 года вступил в силу закон по объединению городских округов Подольск и Климовск, а также всех городских и сельских поселений Подольского муниципального района в единый городской округ Подольск, а все входившие в их состав населённые пункты, кроме пгт Львовского, были непосредственно подчинены администрации городского округа Подольск; 3 июля 2015 года посёлок Львовский был включён непосредственно в черту города Подольска и утратил статус самостоятельного населённого пункта; а 13 июля 2015 года город Климовск был упразднён и влит в городскую черту Подольска.
Подольский район как административно-территориальная единица был упразднён 13 июля 2015 года.

## Население
| 1931    | 1939     | 1959     | 1970     | 1979    | 1989     | 2002    | 2006    |
| ------- | -------- | -------- | -------- | ------- | -------- | ------- | ------- |
| 70 799  | ↗168 887 | ↗226 714 | ↘146 190 | ↘93 926 | ↗103 925 | ↘78 076 | ↘77 477 |
| 2009    | 2010     | 2011     | 2012     | 2013    | 2014     | 2015    |         |
| ↗78 585 | ↗82 488  | ↗85 167  | →85 167  | ↘37 014 | ↗37 298  | ↗37 416 |         |

Крупнейшим населённым пунктом района на момент упразднения являлся упразднённый 3 июля 2015 года посёлок городского типа Львовский с населением 10 852 чел. (2015), что составляло около трети населения всего Подольского района.

## Территориальное устройство
К 2006 году район включал 1 посёлок городского типа (рабочий посёлок Львовский) и 12 сельских округов:
1. Брянцевский сельский округ
2. Вороновский сельский округ
3. Дубровицкий сельский округ
4. Клёновский сельский округ
5. Краснопахорский сельский округ
6. Лаговский сельский округ
7. Михайлово-Ярцевский сельский округ
8. Роговский сельский округ
9. Рязановский сельский округ
10. Стрелковский сельский округ
11. Сынковский сельский округ
12. Щаповский сельский округ

С 2006 до 2015 гг. в состав Подольского муниципального района входило 4 муниципальных образования, в том числе 1 городское поселение и 3 сельских поселения:
| №        | Муниципальное образование | Население (чел.) | Площадь (км²) | Населённые пункты |
| -------- | ------------------------- | ---------------- | ------------- | --- |
| 1e-06    | Городское поселение:      |                  |               | |
| 1        | Львовский                 | 10 852           | 6,23          | р. п. Львовский |
| 1.000002 | Сельские поселения:       |                  |               | |
| 2        | Дубровицкое               | 7569             | 33,42 км²     | пос. Дубровицы, д. Акишово, д. Булатово, д. Докукино, д. Жарково, пос. Кузнечики, д. Кутьино, д. Лемешёво, д. Луковня, д. Наумово, пос. Поливаново, пос. санатория Родина) |
| 3        | Лаговское                 | 10 817           | 183,62 км²    | пос. Железнодорожный, д. Александровка, д. Алтухово, д. Бережки, д. Большое Толбино, д. Бородино, д. Борьево, д. Валищево, д. Гривно, д. Дмитрово, д. Коледино, д. Лаговское, пос. Лесные Поляны (до 2005 года посёлок дома отдыха «Лесные поляны»), пос. Леспроект, д. Лопаткино, д. Лучинское, д. Малое Толбино, д. Матвеевское, д. Меньшово, пос. Молодёжный (Толбино), д. Мотовилово, д. Никулино, д. Новоколедино, д. Новогородово, д. Новоселки, пос. Подольской машинно-испытательной станции, д. Пузиково, пос. радиоцентра Романцево, д. Романцево, д. Северово, д. Сергеевка, д. Сертякино, пос. Сертякино, д. Слащево, пос. Сосновый Бор (до 2009 года пос. Леспромхоза), с. Сынково, д. Харитоново, д. Хряслово |
| 4        | Стрелковское              | 8178             | 58,18 км²     | пос. Быково, д. Боборыкино, д. Большое Брянцево, д. Ворыпаево, д. Макарово, д. Малое Брянцево, д. Потапово, д. Спирово, д. Федюково, д. Яковлево, д. Агафоново, пос. Александровка, д. Борисовка, д. Быковка, д. Бяконтово, д. Жданово, д. Ивлево, д. Ордынцы, д. Плещеево, с. Покров, пос. Сельхозтехника, д. Стрелково, пос. Стрелковской фабрики, д. Услонь, д. Холопово |

## Общая карта
Легенда карты:
|  | Более 10 000 жителей |
|  | 2000—5000 жителей    |
|  | 1000—2000 жителей    |
|  | 500—1000 жителей     |
|  | Менее 500 жителей    |

## Политика
Главой Подольского района на момент упразднения являлся Николай Петрович Москалёв, руководителем Администрации являлся Музычук Василий Андреевич.

## Экономика
Современная экономика района была представлена 1932 предприятиями и организациями, среди которых: «Подольский завод цветных металлов», Краснопахорский завод изделий из металлических порошков, Пищевой комбинат «Подольский», «Крестовский пушно-меховой комплекс» и др. Крупнейшие сельскохозяйственные предприятия: «Кленово-Чегодаево», ОПХ «Дубровицы», муниципальное предприятие «Сынково», «Знамя Подмосковья». В деревне Софьино — фармацевтический производственный комплекс «Сердикс» компании «Сервье», в деревне Яковлево — Яковлевская чаеразвесочная фабрика.
Основное направление сельскохозяйственного производства района — молочное животноводство. На западе района, возле деревни Рыжово расположен крупный автоматизированный молочный комплекс «Рыжово». Важнейшие дополнительные отрасли — производство картофеля, мяса крупного рогатого скота, зерна.
В районе производились: камвольная пряжа, цельномолочная продукция, комбикорма, металлический порошок, свинцовые и цинковые сплавы, вторичный алюминий.
Современную экономику района представляли более 1000 предприятий и организаций, среди которых: Автоматизированный сортировочный центр — филиал ФГУП «Почта России» (пгт. Львовский) управления федеральной почтовой связи Московской области; ООО «Строитель-плюс», ЗАО «Пуратос», ООО "НПО «Петровакс Фарм», ООО «Строительные системы», ООО «Яковлевская чаеразвесочная фабрика», ОАО «Сынково» и др. В районе производится: цельномолочная и фармацевтическая продукция, ингредиенты для пищевой промышленности, строительные смеси и пр.

## Сельское хозяйство
Основным направлением сельскохозяйственного производства района являлось молочное животноводство.
На территории района находилась Центральная станция искусственного осеменения сельскохозяйственных животных, ранее бывшая всероссийской. Здесь собран уникальный отечественный и зарубежный генетический материал.

## Спорт
На территории Подольского района базировался футбольный клуб Подолье, представлявший район в первенстве Профессиональной футбольной лиги России (2-й дивизион). Имеются также спортивные клубы «Атлант» и «Подолье», которые выступают в различных соревнованиях Московской области и России. Наиболее успешные дисциплины — лёгкая атлетика, волейбол, футбол.

## Транспорт
Через Подольский район проходит железная дорога Курского направления Московской железной дороги. Остановочные пункты на территории района: платформа Весенняя и станция Львовская (п. Львовский).
По территории района автобусные пассажирские перевозки осуществляла государственная транспортная компания «Мострансавто» (автоколонна 1788 города Подольск).

## Города-побратимы
- Солигорск (бел. Салігорск), Беларусь (1997),[32]
- Гомель (бел. Гомель), Беларусь (2013)